# Eelis Gulin
Eelis Gideon Gulin, 1906–1919 Pinomaa eller Gulin-Pinomaa, född 29 december 1893 i S:t Michel, död 4 augusti 1975 i Helsingfors, var biskop i Tammerfors stift inom Evangelisk-lutherska kyrkan i Finland 1945–1966. Före sin tid som biskop var Gulin professor i nytestamentlig exegetik vid Teologiska fakulteten vid Helsingfors universitet. Han ingick 1920 äktenskap med Helmi Gulin.
I sitt arbete lade Eelis Gulin stor vikt på bland annat det kristliga student- och ungdomsarbetet. Gulin värnade också om kontakten till arbetarklassen i regioner präglade av industrier.
Gulin var bror till professor Lennart Pinomaa. Han är begravd på Sandudds begravningsplats i Helsingfors.

## Verk
- Maanpakoa varhaisempien profeettojen käsitys siveellisyydestä (1922)
- Israelin profeetat (1922)
- Vanhan testamentin synty ja kokoonpano I–II (1927–1929)
- Die Freude im Neuen Testament (1932–1936)
- Uuden testamentin teologia (1940)
- Markuksen evankeliumi (1944)
- Mannen från Nasaret (1945)
- Paulus från Tarsus (1947)
- Pyhinvaellusretkellä Kreikassa (1951)
- Galatalaiskirje, Filippiläiskirje ja Tessalonikalaiskirjeet (1954)
- Sata päivää Amerikassa (1955)
- Roomalaiskirje (1959)
- Kirkko ja työväenliike (1961)
- Elämän lahjat I–II (1967–1968)